# الجنة (همدان)

تعديل مصدري - تعديل

الجنة هي إحدى قرى عزلة ربع همدان بمديرية همدان التابعة لمحافظة صنعاء، بلغ تعداد سكانها 209 نسمة حسب تعداد اليمن لعام 2004.